# Påmarks kyrka
Påmarks kyrka (finska: Pomarkun kirkko) är en luthersk kyrkobyggnad i Påmark i det finländska landskapet Satakunta. Kyrkan byggdes mellan 1914 och 1921 efter ritningar av Ilmari Launis. Ursprungligen beställde församlingen ritningar för kyrkan från arkitekt Josef Stenbäck, men hans ritningar slängdes senare. Påmarks kyrka är uppförd i nationalromantisk stil.

## Arkitektur
Påmarks kyrka är en långhuskyrka och grå granit har använts som byggmaterial. Kyrkan har ett litet klocktorn och gaveln under klocktornet efterliknar gotisk stil från medeltiden. Det finns cirka 1 300 sittplatser i Påmarks kyrka. Hela kyrkobyggnaden restaurerades år 1961.
På kyrkogården finns också Påmarks gamla kyrka som har byggts av Heikki Lintula år 1802.

### Inventarier
Predikstolen inne i kyrkan finns över altaret. Kyrkans altarmålning framställer Jesu lidande och död med symboler från frälsningshistorien. Döden symboliseras av liemannen. Ursprungligen fanns det också en målning i kyrkan om djävulen som lagar brännvin. Målningen täcktes dock senare på biskopens påbud.
Kyrkans pneumatiska orgel tillverkades av Kangasala orgelfabrik år 1921 och den har 14 stämmor.